# Поминово (Тургиновское сельское поселение)
Поминово — деревня в Калининском районе Тверской области России. Входит в состав Тургиновского сельского поселения.

## Историческая справка
Поминово впервые упоминается в писцовой книге 1628 года. 
Пустошь что была деревня Еремейцово а Поминово тож на реке на Шоше а в нем селятца ново боярина Ивана Никитича Романова крестьяне из деревни Поповцовой. Во дворе Архипко Васильев, во дворе Микитка Иванов, да бобылей, во дворе Гришка Васильев, во дворе Ерофейко Иванов. 
С 1628 года Поминово относилась к селу Тургиново, с 1796 году в составе Тургиновской волости; 1920 –Тургиновского сельского совета; 2005 – Тургиновского сельского поселения.
По статическим сведениям на 1886 год: "д. Поминова при 25 колодцах на ровном низком берегу р. Шоши, при озерке «Круглице» (2,5 аршина глуб.=1,75 м.). Два посада. В версте дровяной и строевой лес. За очистку его селение пользуется валежником бесплатно. Местность низменная. Часть пашни заливается Шошей. Под озимые удобряется вся пашня. У каждого по 25 полос, дальняя в 1,5 верст. Промысел - плотничий. У 2-х крестьян есть пчелы, 30 ульев. В селении школа грамотности, учащихся 13 чел., плата по 1,5 руб. в зиму, некоторые ходят в земскую школу в Тургиново". 
Поминово относилась к Покровской церкви села Тургиново.

## География
Деревня находится в юго-восточной части Тверской области, в зоне хвойно-широколиственных лесов, в пределах Верхневолжской низины (низменной равнины), на правом берегу реки Шоши, при автодороге 28Н-0517, на расстоянии примерно 35 километров (по прямой) к югу от Твери, административного центра области и района. Абсолютная высота — 126 метров над уровнем моря.

### Климат
Климат характеризуется как умеренно континентальный. Средняя температура воздуха самого холодного месяца (января) — −14,4 °C (абсолютный минимум — −50 °C), средняя температура самого тёплого (июля) — 23 °С (абсолютный максимум — 36 °С). Средняя продолжительность периода с устойчивыми морозами — 121 день. Вегетационный период длится около 170 дней. Годовое количество атмосферных осадков варьирует в пределах от 348 до 885 мм, из которых большая часть выпадает в тёплый период. Снежный покров держится в течение 125 дней.

### Часовой пояс
Деревня Поминово, как и вся Тверская область, находится в часовой зоне МСК (московское время). Смещение применяемого времени относительно UTC составляет +3:00.

## Население
Список фамилий жителей д. Поминово из метрических книг Покровской церкви  с. Тургиново конца XIX начала XX века: Быхлов, Генералов, Горичкин, Графский, Комаров, Кононов, Кормилицын, Косарев, Куварин, Кулагины, Кулаков, Кулев, Легачкин, Путин, Теселкин, Чурсинов. 
| 2008 | 2010 |
| ---- | ---- |
| 20   | ↘11  |

### Национальный состав
Согласно результатам переписи 2002 года, в национальной структуре населения русские составляли 96 % из 26 чел.

### Известные жители
В деревне жили отец и мать В. В. Путина, сохранился их дом .